# ルーマニアの憲法
現在のルーマニアの憲法（ルーマニアのけんぽう）は、近代ルーマニアの歴史の中で7番目の恒久的な憲法。それは、政府の構造、市民の権利と義務、および法律の可決方法を確立する、ルーマニアの基本的な統治文書である。これは、ルーマニア政府の正当性の根拠となっている。1991年11月21日に採択され、1991年12月8日に国民投票で承認され、同日に公布された。
憲法は、2003年10月18日の国民投票によって一度修正された。新しいテキストは2003年10月29日に発効した。

## 構造
2003年に改訂された1991年憲法には、8つのタイトルに分かれた156の条項が含まれている。
- 第一章 - 一般原則
- 第二章 - 基本的権利、自由、および義務
- 第三章 - 公的機関
- 第四章 - 経済と財政
- 第五章 - 憲法裁判所
- 第六章 - 欧州大西洋統合
- 第七章 - 憲法の改正
- 第八章 - 最終規定および経過規定

1831年から1832年にロシア帝国の占領下にあったモルダヴィアとワラキアのそれぞれの議会によって投票された有機規制法は、これまでにドナウ公国に授与された憲法に似た最初の有機法だった。それは1858年まで続いたが、クリミア戦争がロシアの影響力から両国を取り除き、パリ条約によって最初に確立されたいくつかのヨーロッパ諸国による支配を確認した。1858年のパリ条約は、アレクサンドル・ヨアン・クザが連合国の公爵に選出された後も (1859年) 統治文書のままであったが、 「パリ条約の進展状況」と題するクザ自身の有機法に取って代わられた。 (「パリ条約を拡大する法令」)、1864年。新しく鋳造された国家は名目上オスマン帝国の従属国だったが、崇高なポルトの宗主権を正式な方法で認めただけだった。
ルーマニア公国の最初の憲法は、1866年7月1日に採択された。ルーマニアが1878年に王国になった後も維持された。1918年に領土が拡大された後、1923年3月29日に新しい憲法が承認された。それは1938年に国王カロル2世によって廃止され、国王の国民ルネッサンス戦線を唯一の法的当事者とする協調組合主義者/権威主義者の文書に置き換えられた。この文書は、1940年に、イオン・アントネスクと鉄衛団の下にある国民軍団州政府によって取り消された。アントネスクは1941年に親衛隊との同盟関係を解消し、1944年に失脚するまで政令で統治した。 1923年憲法は、新しい憲法の採択を待って復活した（第二次世界大戦中のルーマニアを参照）。
1947年に君主制が廃止された。1948年3月、共産主義ルーマニアの最初の憲法が採択された。それはソ連憲法を大きくモデルとしていた。1952年と1965年、共産主義時代に他の2つの憲法が登場した（前者は「社会主義の建設」、後者は「社会主義の勝利」 を発表し、特に人民共和国から社会主義共和国への変更を行った）。 1989年の共産主義体制の崩壊に続いて、1965年の文書の多くは一時停止されたが、現在の文書が1991年に採択されるまで一部は有効であった。

## 初期版 (1991)
1991年憲法は、国会議員と憲法専門家の委員会によって作成された。1991年11月21日に414対95の投票により、憲法制定議会として議会で承認され、同日に官報に掲載された。 1991年12月8日の国民投票で承認され、77.3% の賛成票が投じられた。1991年憲法には、7つの章と152の条文が含まれている。ルーマニアは、「国家、主権、独立、統一、不可分の国家」と定義されている。政府の形態は共和制で、その長の大統領は5年の任期と最大2期目までその資格がある。大統領は、内外関係においてルーマニア国を代表し、憲法への服従と国家機関の適切な機能を確保し、国家の独立、統一、および完全性の保証人である。議会は「ルーマニア国民における国権の最高機関であり、唯一の立法機関」である。それは二院制（下院と上院）であり、4年間選出される。首相が大統領によって指名された後、議会は政府の構成とプログラムを検証し、非難の動議に続いてそれを解任することができる。憲法は、基本的な市民の権利と自由を規定し、これらが尊重されることを保証するためにルーマニアのオンブズマンの事務所を設立する。

## 初版（2003年）

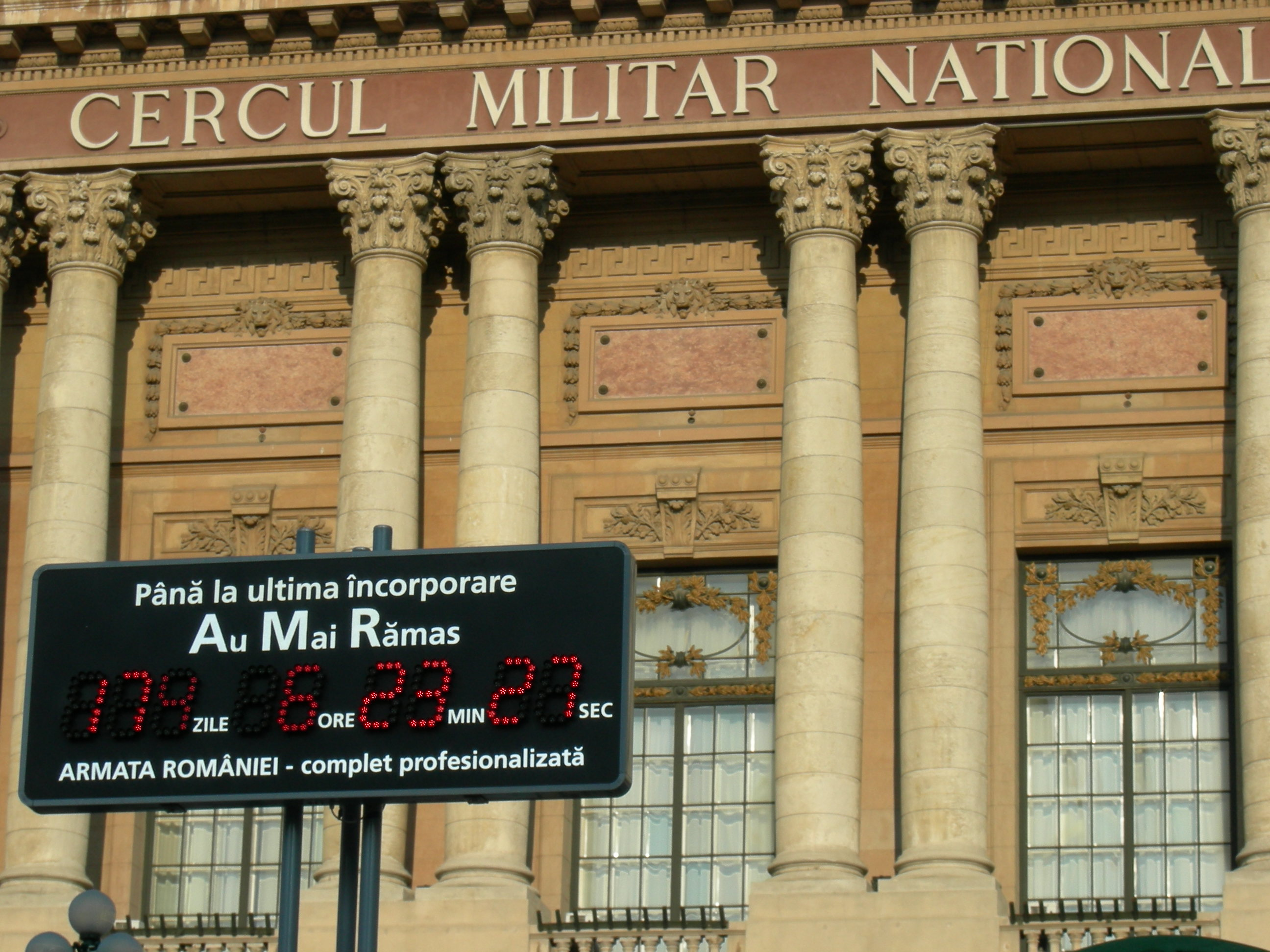
国家軍事部の前の看板は、ルーマニア軍の「完全な専門化」、つまり徴兵制の終了（2006年5月）までのカウントダウンを示している。

1991年憲法は2003年が最初の修正となった。 「欧州連合への統合」と「NATOへの加盟」に関する内容が紹介され、8タイトルで合計156記事になった。これらは、どちらも議会の投票だけで行うことができ、ルーマニアに住むEU市民は地方選挙に投票して出馬できることを明記している。改正された憲法は、少数者に地方行政や裁判所に対応する際に母国語を使用する権利を与え、立法府の機能を改善し（彼らの属性をより適切に特定する）、政治宣言に対する議会の免除の特権を制限し、大統領の任期をこれは、私有財産の権利を「保護」するのではなく、明示的に「保証」し、徴兵に関する憲法上の義務を取り除くものである（2006年に終了）。改訂された文書は、2003年10月18～19日の国民投票で採択された。投票率は、それが有効であるために必要な50%より多くのしきい値をわずかに上回り、17,842,103人の有権者の55.7%が投票した。野党とNGOは重大な不正行為を主張した。 89.70%が賛成票を投じ、8.81%が反対票を投じた。それは10日後に発効した。

## 提案された第2改訂
憲法改正の問題は、特に2012年後半の大規模な政治危機の後、2010年代初頭に繰り返し提起された。当時の与党社会自由連合は、不十分な憲法上の制約が当時の現職大統領であるトラヤン・バセスクを大統領権限の濫用に導き、新しい修正を正当化したと主張した。 2013年に公開討論が始まり、憲法改正議会委員会が設立された。しかし、社会自由同盟が2014年初めに解散し、バセスクがその年の後半に任期を終えたため、改革プロジェクトは行き詰まった。
バシェスクの後継者であるクラウス・ヨハニスは憲法の第2改正への支持を表明し、ヴィクトル・ポンタ首相も同様に、2015年にルーマニアで選挙が予定されていないため、そのような改正は政治的優先事項とすべきであると述べた。2015年1月18日、議会委員会の副委員長であるヴァレリア・シェリーンは、修正作業を開始するために委員会の即時召集を要求した。

## 2018年の国民投票
2018 年10月6日と7日、同性婚を禁止する憲法第48条（「配偶者間の」自由意志による結婚に基づいて家族を定義する）に規定されている家族の定義に関する国民投票が行われた。投票率が 21.1% にとどまり、必要な有権者の投票率のしきい値である30%を下回ったため、国民投票は失敗に終わった。

## 現行憲法[12]
ルーマニア憲法の全文を参照

### 旧憲法
- レギュラメントゥル オーガニック(1831)
- ルーマニアの最初の憲法(1866)
- ルーマニアの第 2 憲法(1923 年)
- ルーマニア第三憲法(1938)
- ルーマニア第 4 憲法(1948 年)
- ルーマニア第 5 憲法(1952 年)
- ルーマニアの第 6 憲法(1965 年)